# Brittnau
Brittnau (schweizerdeutsch ˈprɪtːˌnɔu) ist eine Einwohnergemeinde im Schweizer Kanton Aargau. Sie gehört zum Bezirk Zofingen, liegt im unteren Wiggertal und grenzt an den Kanton Luzern.

## Geographie
Das Dorfzentrum befindet sich unmittelbar westlich der Wigger auf einer erhöht liegenden Seitenterrasse. Parallel zur Wigger, in einer Entfernung von durchschnittlich 250 Metern, fliesst der Altachenbach, der gleichzeitig die Grenze zum Kanton Luzern bildet. Das flache, lang gezogene Gebiet dazwischen ist vollständig überbaut. Einen Kilometer nördlich des Dorfzentrums liegt am Westrand der Wiggerebene der Ortsteil Hard. Westlich der Ebene erstreckt sich eine hügelige Zone mit dem Chilchberg (583 m ü. M.), dem Stockhubel (546 m ü. M.) und dem Schürberg (532 m ü. M.). Sowohl die dazwischen liegenden Seitentäler (Graben und Vorstadt) als auch die Hochebene des Schürbergs sind ebenfalls überbaut. Ganz im Süden erhebt sich der Heidenhubel (614 m ü. M.), ein Ausläufer des Brettschellenbergs.
Die Talzone und der Schürberg gelten historisch als «innere Gemeinde». Westlich der drei Hügel, im Einzugsgebiet der Pfaffneren, ist die so genannte «äussere Gemeinde». Diese umfasst die kleinen Weiler und Einzelhöfe Bergacker, Bösenwil, Bötschishalden, Fennern, Geissbach, Grod, Leidenberg, Liebigen, Mättenwil, Rossweid, Sennhof und Wilacker.
Die Fläche des Gemeindegebiets beträgt 1367 Hektaren, davon sind 473 Hektaren bewaldet und 170 Hektaren überbaut. Der höchste Punkt befindet sich auf dem Heidenhubel auf 614 Metern, die tiefste Stelle auf 433 Metern an der Wigger. Nachbargemeinden sind Murgenthal im Westen, Vordemwald im Nordwesten, Strengelbach im Norden, Zofingen im Nordosten sowie die luzernischen Gemeinden Wikon im Osten, Langnau bei Reiden im Süden und Pfaffnau im Südwesten.

## Geschichte
Funde auf dem Chilchberg belegen eine Besiedlung während der Jungsteinzeit, auf dem Schürberg wurden römische Münzen und ein alamannisches Grab aus dem 7. Jahrhundert entdeckt. Die erste urkundliche Erwähnung von Pritinuova erfolgte im Jahr 893, in einem Zinsrodel des Fraumünsters in Zürich. Diese Ortsnamensform geht auf die althochdeutsche Bezeichnung für «wassernahes Land des Prito» zurück. Die Grundmauern der Kirche stammen aus der Zeit um das Jahr 1000. Das Dorf Brittnau und die umliegenden Weiler waren damals Bestandteil des Amtes Aarburg, das im Besitz der Grafen von Frohburg war. Sie verkauften das Amt 1299 an die Habsburger, die damit die Blutgerichtsbarkeit besassen. Die niedere Gerichtsbarkeit teilten sie sich mit den Herren von Büttikon, die auf der nahe gelegenen Burg Wikon residierten.

Historisches Luftbild von Werner Friedli von 1957

1415 eroberten die Eidgenossen den Aargau. Das Gebiet um Brittnau gehörte nun zum Untertanengebiet der Stadt Bern, dem so genannten Berner Aargau. 1481 verkauften die Herren von Büttikon die Hälfte ihrer Herrschaftsrechte den Bernern, 1516 auch den Rest. Bern übte nun die alleinige Macht über Brittnau aus und führte 1528 die Reformation ein. Das Kloster St. Urban (auf dem Gebiet des katholischen Standes Luzern gelegen) blieb aber weiterhin wichtigster Grundbesitzer und Lehnsherr. Am 26. Juli 1547 zerstörte ein verheerender Brand das Dorf, das danach wieder aufgebaut wurde.
Auch unter Berner Herrschaft stellten die Brittnauer einen eigenen Untervogt und besassen ein eigenes Gericht, das sich aus je sechs Vertretern der inneren und äusseren Gemeinde zusammensetzte. Diese Sonderstellung ermöglichte im Vergleich zu umliegenden Dörfern eine gewisse Selbständigkeit, die oft bis an die Grenze des Zulässigen ausgenützt wurde. Im März 1798 nahmen die Franzosen die Schweiz ein, entmachteten die «Gnädigen Herren» von Bern und riefen die Helvetische Republik aus. Der westlich der Wigger gelegene Teil des Amtes Aarburg gehörte zunächst zum Distrikt Langenthal im Kanton Bern, gelangte aber im März 1803 mit dem Inkrafttreten der Mediationsakte zum Kanton Aargau.
Um die Mitte des 19. Jahrhunderts waren weite Teile der Bevölkerung verarmt. Allein zwischen 1851 und 1855 zwangen die Gemeindebehörden 155 Einwohner dazu, nach Nordamerika auszuwandern, um die Fürsorgekosten zu senken. Die Eisenbahnlinie Aarau–Olten–Emmenbrücke war zwar bereits am 9. Juni 1856 eröffnet worden, doch Brittnau erhielt erst 1910 einen eigenen Bahnhof (zusammen mit Wikon). Nach einer Wachstumsphase bis etwa 1930 stagnierte die Bevölkerungszahl mehrere Jahrzehnte lang. Seit Eröffnung der Autobahn A2 im Jahr 1980 ist wieder ein verstärktes Wachstum feststellbar, und die Gemeinde entwickelt sich immer mehr zu einem Vorort von Zofingen.

## Sehenswürdigkeiten

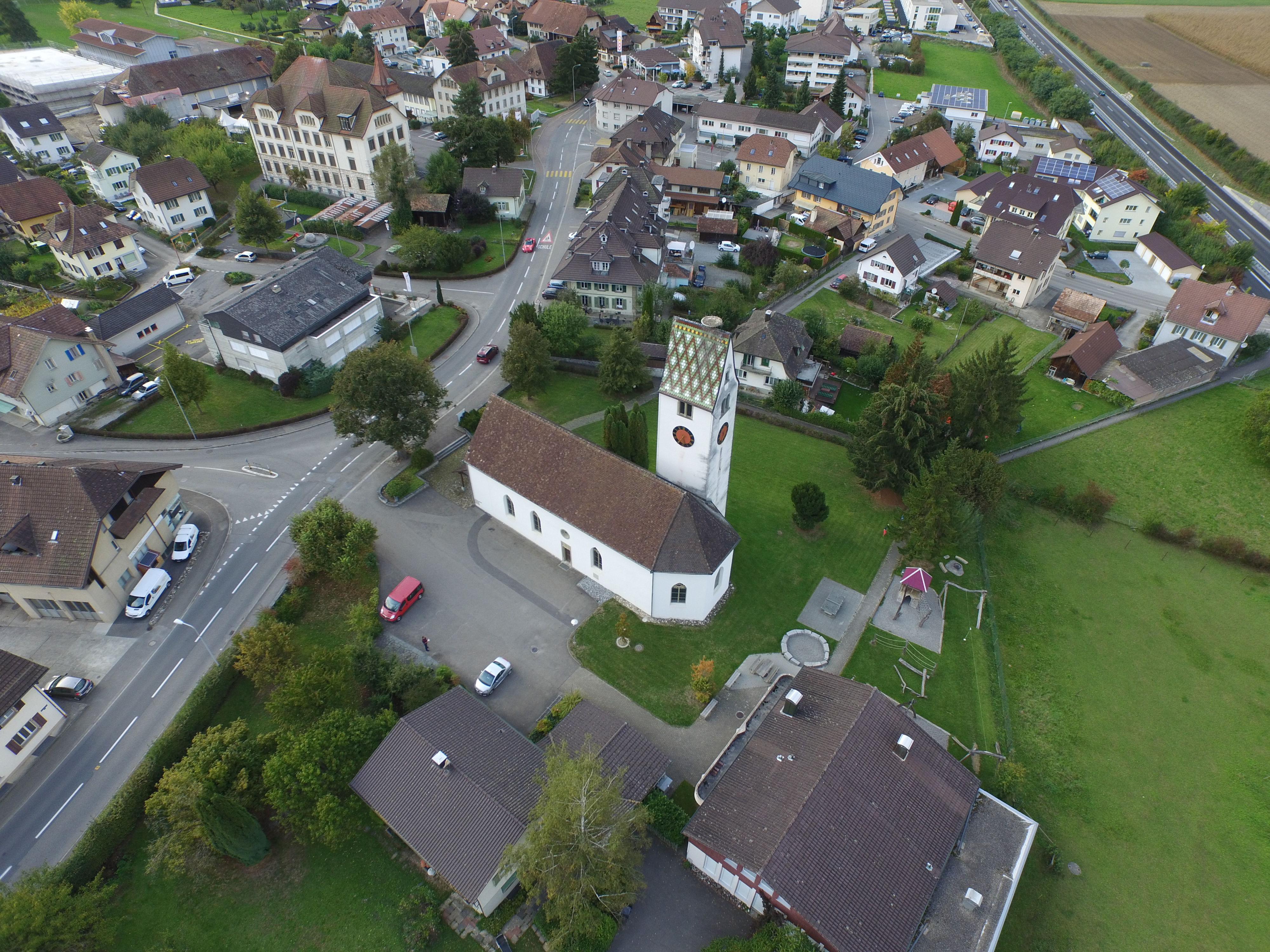
Reformierte Kirche Brittnau

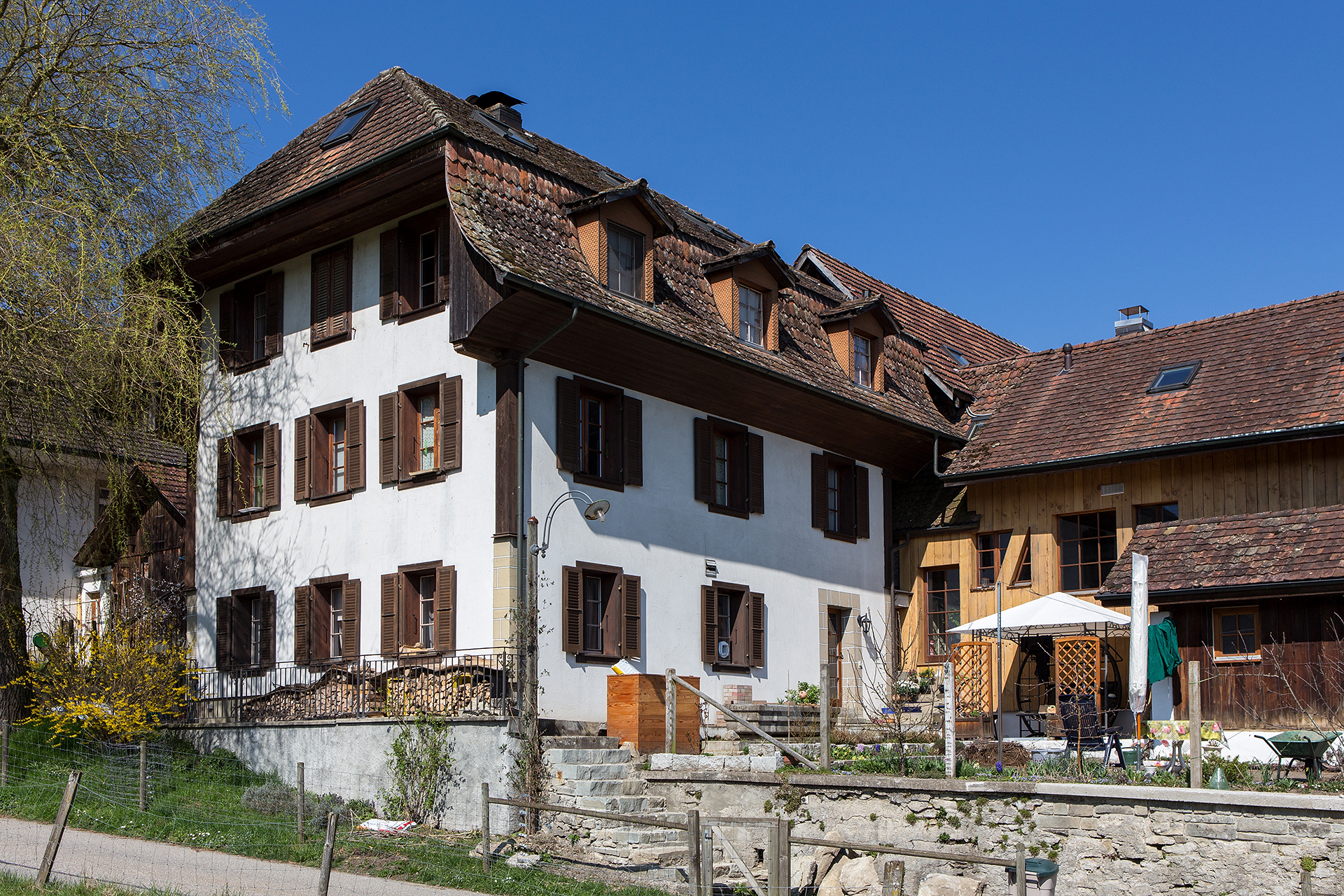
Alte Schmiede Mättenwil

Der Dorfbrand von 1547 zerstörte die aus dem Mittelalter stammende Kirche fast vollständig, nur ein kleiner Teil der Nordmauer blieb erhalten. Die Fertigstellung der neuen Kirche verzögerte sich bis 1585. Im Jahr 1641 verlängerte man das Kirchenschiff um einen Drittel.
Am Ufer der Wigger steht die 1603 erbaute Mühle, ein solider Bau unter einem geknickten Satteldach. Auffälligstes Merkmal ist der daran angebaute achteckige Treppenturm mit spitz zulaufendem Zeltdach. Im Ausserdorf steht ein 1752 aus Holz erbauter Kornspeicher.
Bis 1927 waren freilebende Störche in Brittnau heimisch, danach waren sie verschwunden. Bereits 1915 brachte das Neuigkeits-Welt-Blatt das Verschwinden mit dem starken Lärm und der schnellen Bewegungfähigkeit überfliegender Jagdflugzeuge in Verbindung. Erst 1960 bezogen im Rahmen des gesamtschweizerischen Wiederansiedlungsversuchs vier algerische Jungstörche das neu erstellte Storchennest auf der Turnhalle. In jahrzehntelangen Bemühungen wurden deren Nachkommen in einem eigens erstellten Gehege aufgezogen und wieder sesshaft gemacht. Nach Lockerung der Gehegehaltung 1995 erhielten die Störche nur noch in Ausnahmefällen Futter und zogen jeweils im Spätherbst in ihre Winterquartiere. Seit 2001 gilt der Wiederansiedlungsversuch als gelungen, Störche gehören mittlerweile zum Ortsbild und überwintern teilweise vor Ort. Das Gehege wurde im Frühjahr 2007 abgerissen.

## Wappen
Die Blasonierung des Gemeindewappens lautet: «In Rot über grünem Dreiberg weisser Schräglinksfluss.» Der Schrägfluss erschien erstmals 1581 auf dem Kelch der Pfarrkirche von Brittnau. 1811 wurde auf dem Gemeindesiegel ein Dreiberg hinzugefügt. 1963 schlug die kantonale Wappenkommission vor, auf den Dreiberg zu verzichten, was der Gemeinderat jedoch ablehnte.

## Bevölkerung
Die Einwohnerzahlen entwickelten sich wie folgt:
| Jahr      | 1850 | 1900 | 1930 | 1950 | 1960 | 1970 | 1980 | 1990 | 2000 | 2010 | 2020 |
| Einwohner | 2249 | 2229 | 2615 | 2972 | 3070 | 2888 | 2822 | 3091 | 3400 | 3652 | 3968 |

Am 31. Dezember 2023 lebten 4257 Menschen in Brittnau, der Ausländeranteil betrug 13,3 %. Bei der Volkszählung 2015 bezeichneten sich 48,9 % als reformiert und 22,7 % als römisch-katholisch; 28,4 % waren konfessionslos oder gehörten anderen Glaubensrichtungen an. 96,1 % gaben bei der Volkszählung 2000 Deutsch als ihre Hauptsprache an, 1,2 % Italienisch und 0,7 % Portugiesisch.

## Politik und Recht

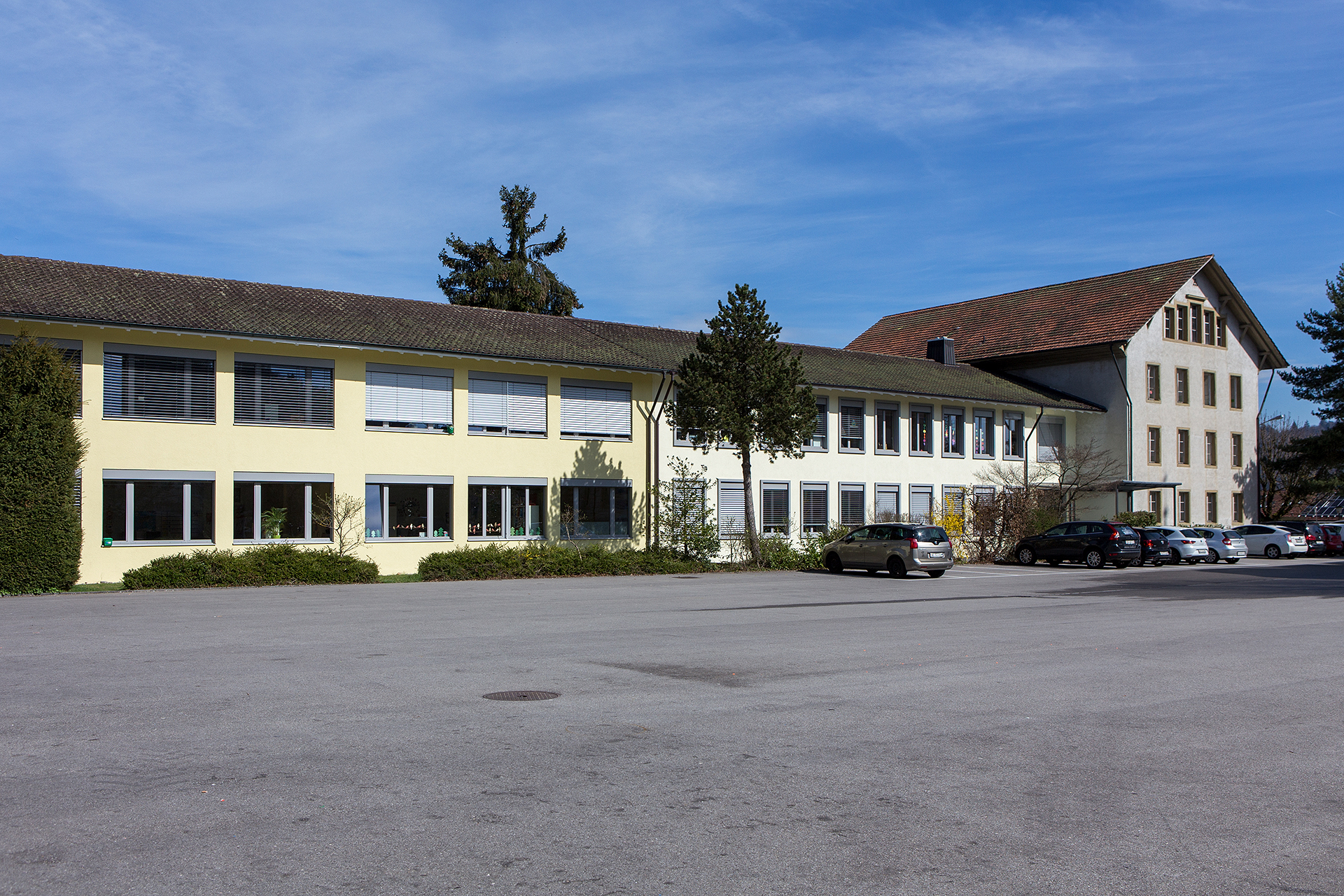
Primarschulhaus

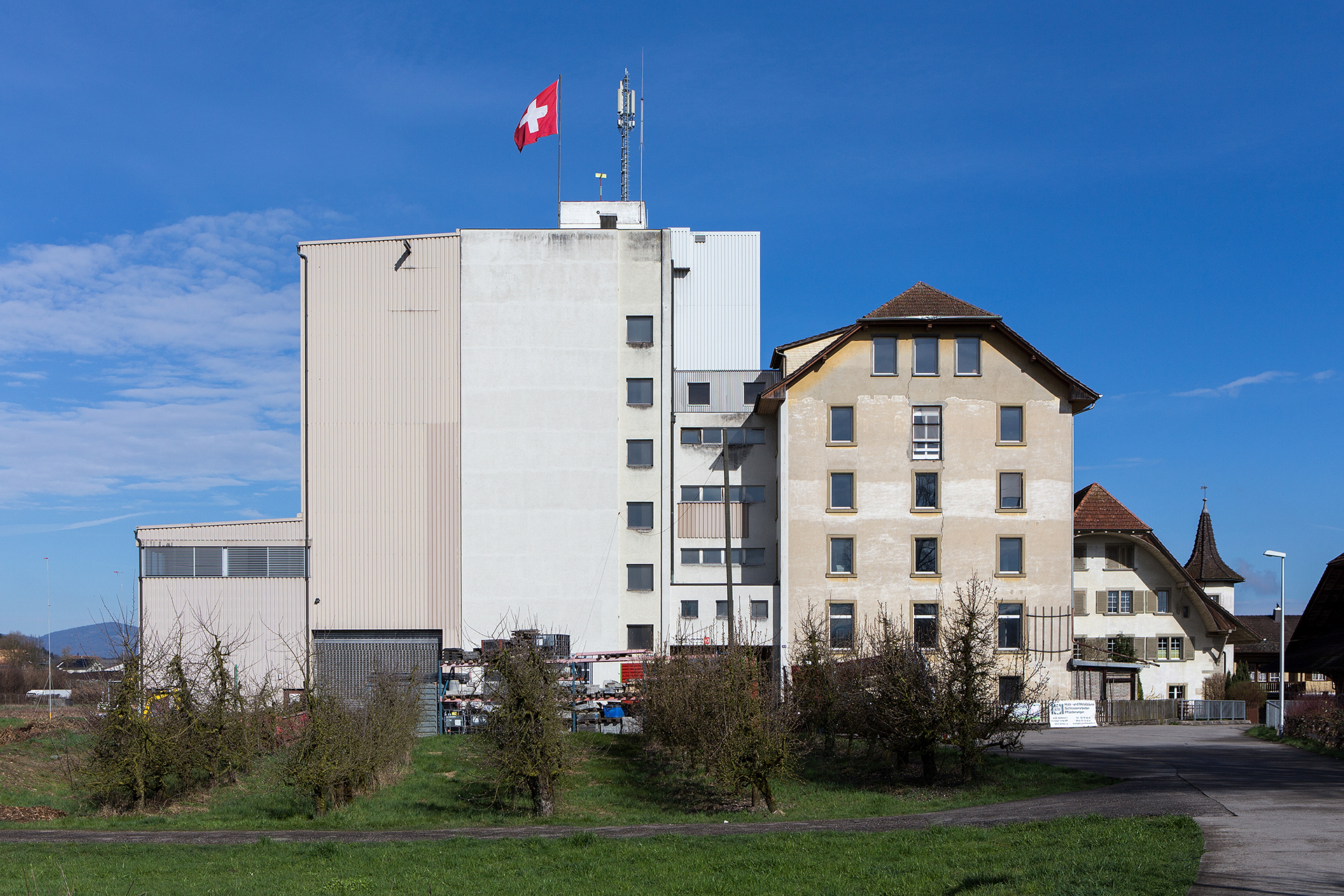
Mühle

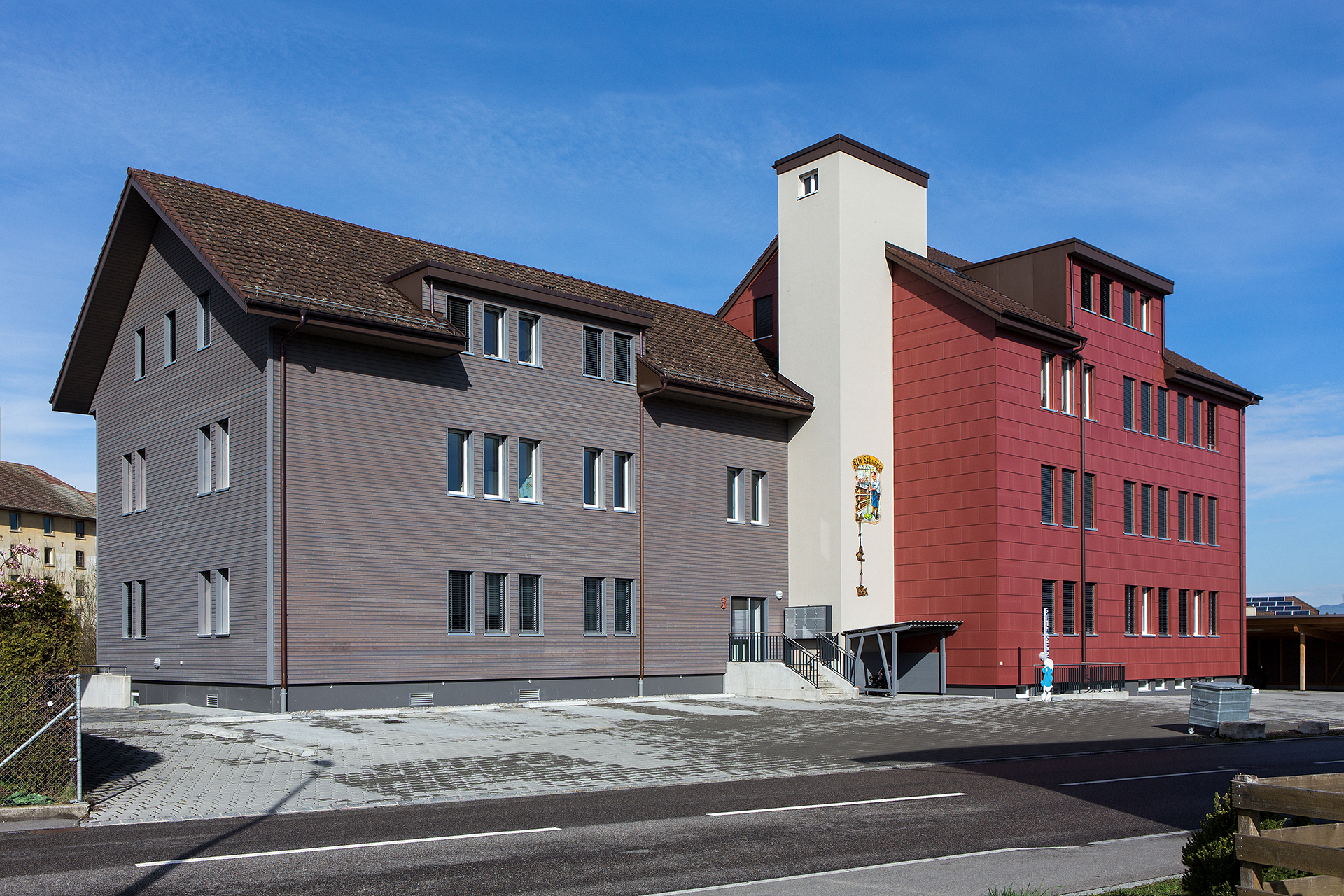
Ehemalige Schuhfabrik Karl Jordan AG

Die Versammlung der Stimmberechtigten, die Gemeindeversammlung, übt die Legislativgewalt aus. Ausführende Behörde ist der fünfköpfige Gemeinderat. Er wird im Majorzverfahren vom Volk gewählt, seine Amtsdauer beträgt vier Jahre. Der Gemeinderat führt und repräsentiert die Gemeinde. Dazu vollzieht er die Beschlüsse der Gemeindeversammlung und die Aufgaben, die ihm vom Kanton zugeteilt wurden. Für Rechtsstreitigkeiten ist in erster Instanz das Bezirksgericht Zofingen zuständig. Brittnau gehört zum Friedensrichterkreis XVI (Zofingen).

## Wirtschaft
In Brittnau gibt es gemäss der im Jahr 2015 erhobenen Statistik der Unternehmensstruktur (STATENT) rund 680 Arbeitsplätze, davon 22 % in der Landwirtschaft, 21 % in der Industrie und 57 % im Dienstleistungsbereich. Obwohl sich zahlreiche kleine und mittlere Industrie- und Dienstleistungsbetriebe angesiedelt haben, besitzt die Landwirtschaft noch immer eine grosse Bedeutung. Die Gemeinde weist die zweitgrösste Ackerbaufläche des Kantons auf. Die meisten Erwerbstätigen sind Wegpendler und arbeiten in Zofingen und Umgebung.

## Verkehr
Brittnau ist über Nebenstrassen erreichbar, liegt aber nur je zwei Kilometer von der Hauptstrasse 2 von Olten nach Luzern und dem Anschluss Reiden der Autobahn A2 entfernt.

### Nahverkehr
Vom Bahnhof Zofingen aus verkehren zwei Linien der Gesellschaft Limmat Bus auf verschiedenen Routen nach Brittnau. Die Weiler Grod und Liebigen werden durch die Linie Zofingen–St. Urban erschlossen. An Wochenenden verkehrt ein Nachtbus vom Bahnhof Olten über Zofingen und Brittnau nach Vordemwald.
- 604 Brittnau Wikon Bahnhof – Strengelbach – Zofingen Bahnhof – Tagblatt
- 605 Brittnau – Bahnhof Zofingen
- 608 St Urban Bahnhof – Altbüron – Roggliswil – Pfaffnau – Brittnau – Reiden
- N60 Olten Bahnhof – Aarburg – Rothrist – Oftringen – Zofingen Bahnhof – Strengelbach – Vordemwald

### Regionalverkehr
Östlich des Dorfzentrums, auf dem Gebiet der Gemeinde Wikon, befindet sich der SBB-Bahnhof Brittnau-Wikon an der Bahnlinie Luzern–Olten, wo Regionalzüge nach Olten und Luzern halten. Am Wochenende verkehr ab Bahnhof Brittnau Wikon ein Nachtzug nach Olten sowie Luzern
- S 29 Sursee – Zofingen – Olten – Aarau – Wildegg – Brugg – Turgi
- 1 Bahnhof Olten – Aarburg Oftringen Bhf – Bahnhof Zofingen – Brittnau-Wikon Bhf – Reiden – Dagmersellen – Bahnhof Sursee – Emmenbrücke – Bahnhof Luzern

## Bildung
Die Gemeinde verfügt über zwei Kindergärten und drei Schulhäuser, in denen die Primarschule, die Realschule und die Sekundarschule unterrichtet werden. Die Bezirksschule kann in Zofingen besucht werden. Das nächstgelegene Gymnasium ist die Kantonsschule Zofingen.

## Persönlichkeiten
- Ernst Aeppli (1892–1954), Psychoanalytiker
- Johann Jakob Baumann (1824–1889), Pfarrer und Politiker
- Markus Flückiger (* 1969), Handorgelspieler
- Emma Kunz (1892–1963), Heilpraktikerin und Künstlerin
- Werner Wälchli (1922–2010), Grafiker, Lithograf, Zeichner und Maler